# Vicia sativa
Espèce
Vicia sativa, la vesce commune ou vesce cultivée, est une espèce de plantes à fleurs dicotylédones de la famille des Fabaceae, originaire d'Eurasie. C'est une plante herbacée annuelle, grimpante, souvent cultivée comme plantes fourragères.

## Description
La tige à croissance hypogée est simple ou ramifiée, grimpante et peut atteindre 70 cm de hauteur.
La feuille est composée de 3 et 8 paires de folioles et terminée par une vrille ramifiée. Les stipules sont, généralement, nectarifères. Chez certaines variétés, des taches d'anthocyanes sont observées sur les tiges.
La fleur est violette ou pourpre plus ou moins violacée plus rarement blanche de 1 à 3 cm, insérées par 2, rarement solitaires, sur des pédoncules très courts. Le calice est dentelé (denture égale) et se rompt à maturité.
La gousse est allongée, cylindrique ou légèrement aplatie pouvant atteindre 60 mm de longueur. La graine est d’un brun jaunâtre à brun châtain, polymorphe et à paroi lisse.

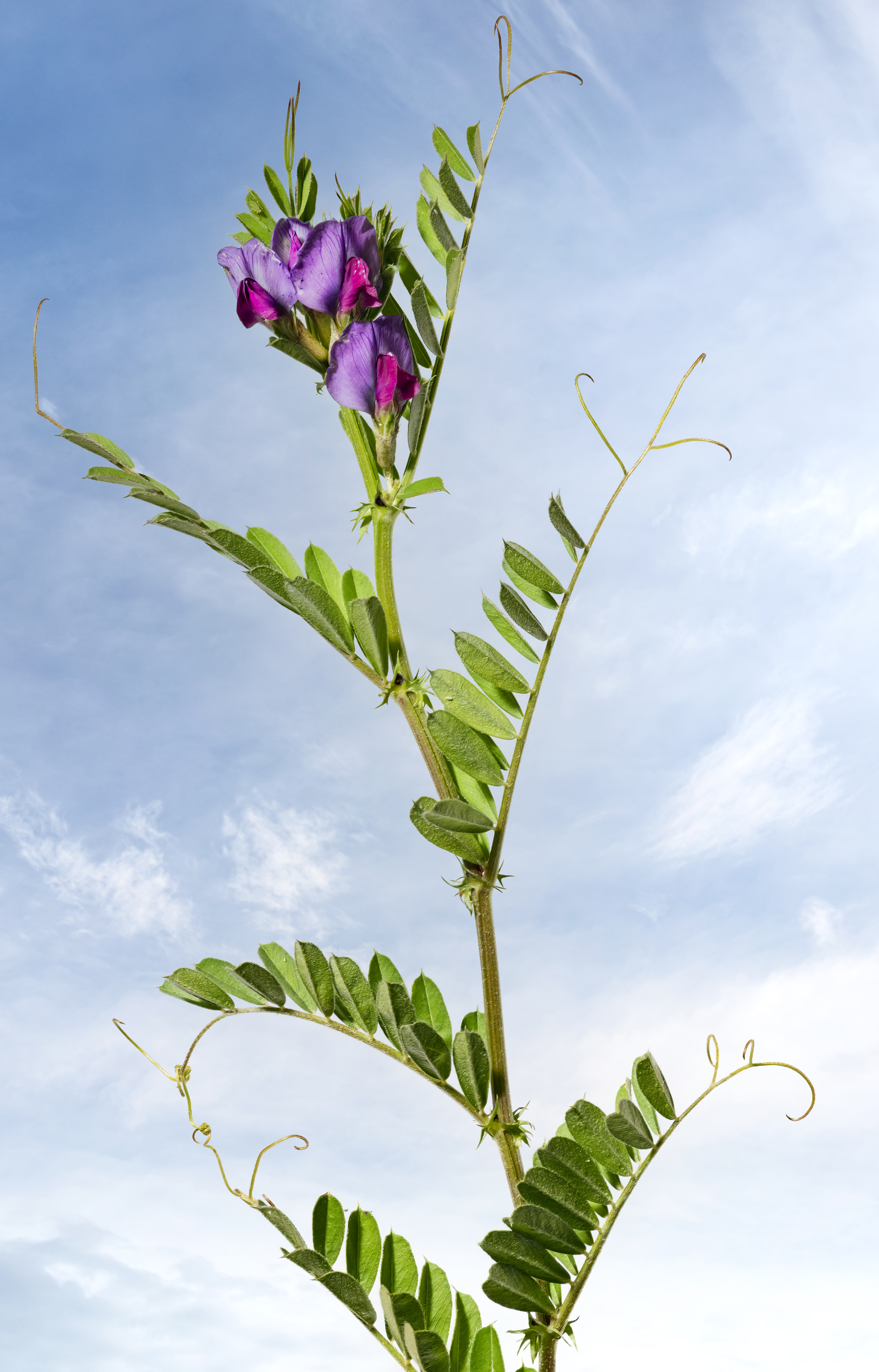
Habitus.
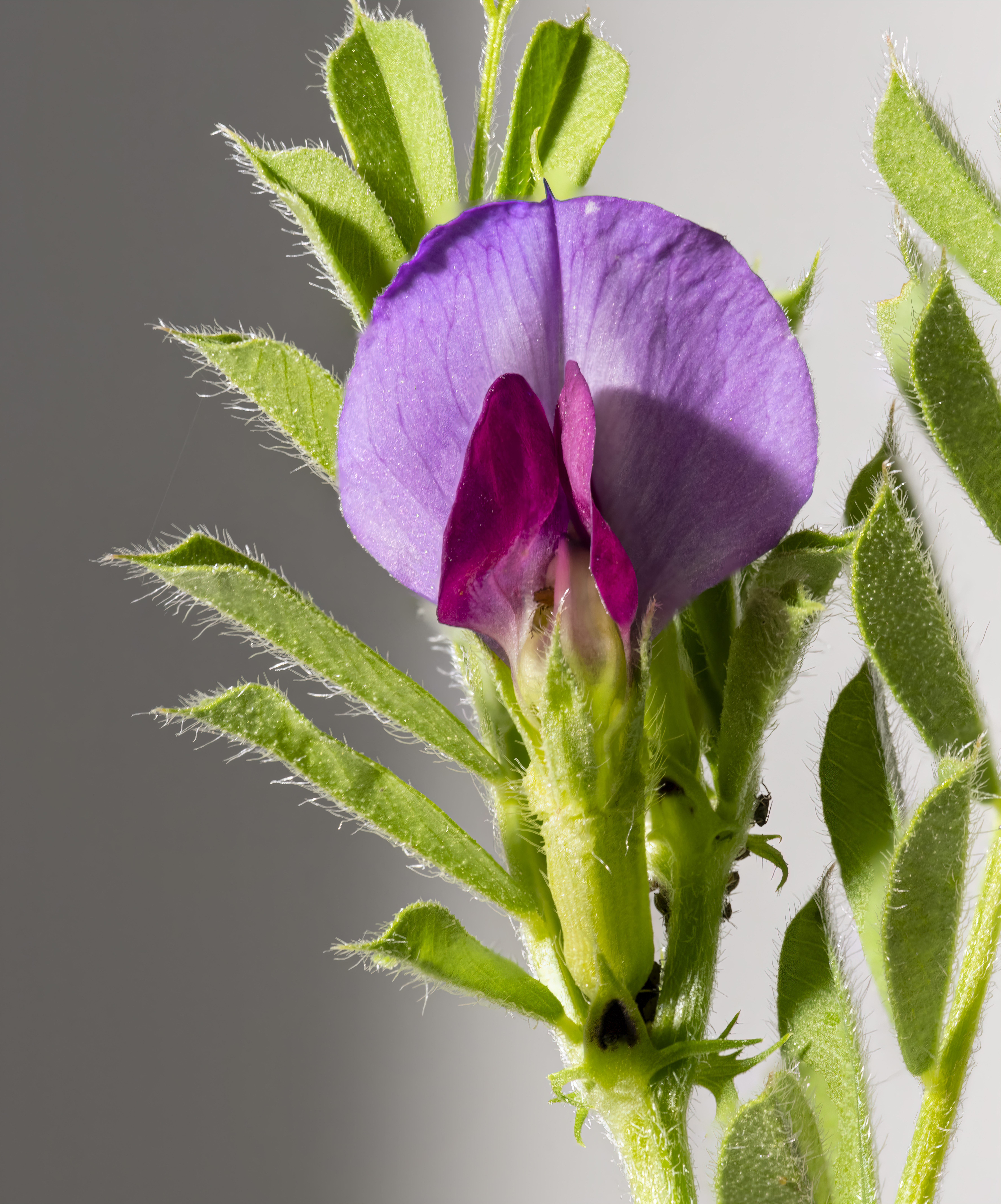
Fleur commune.
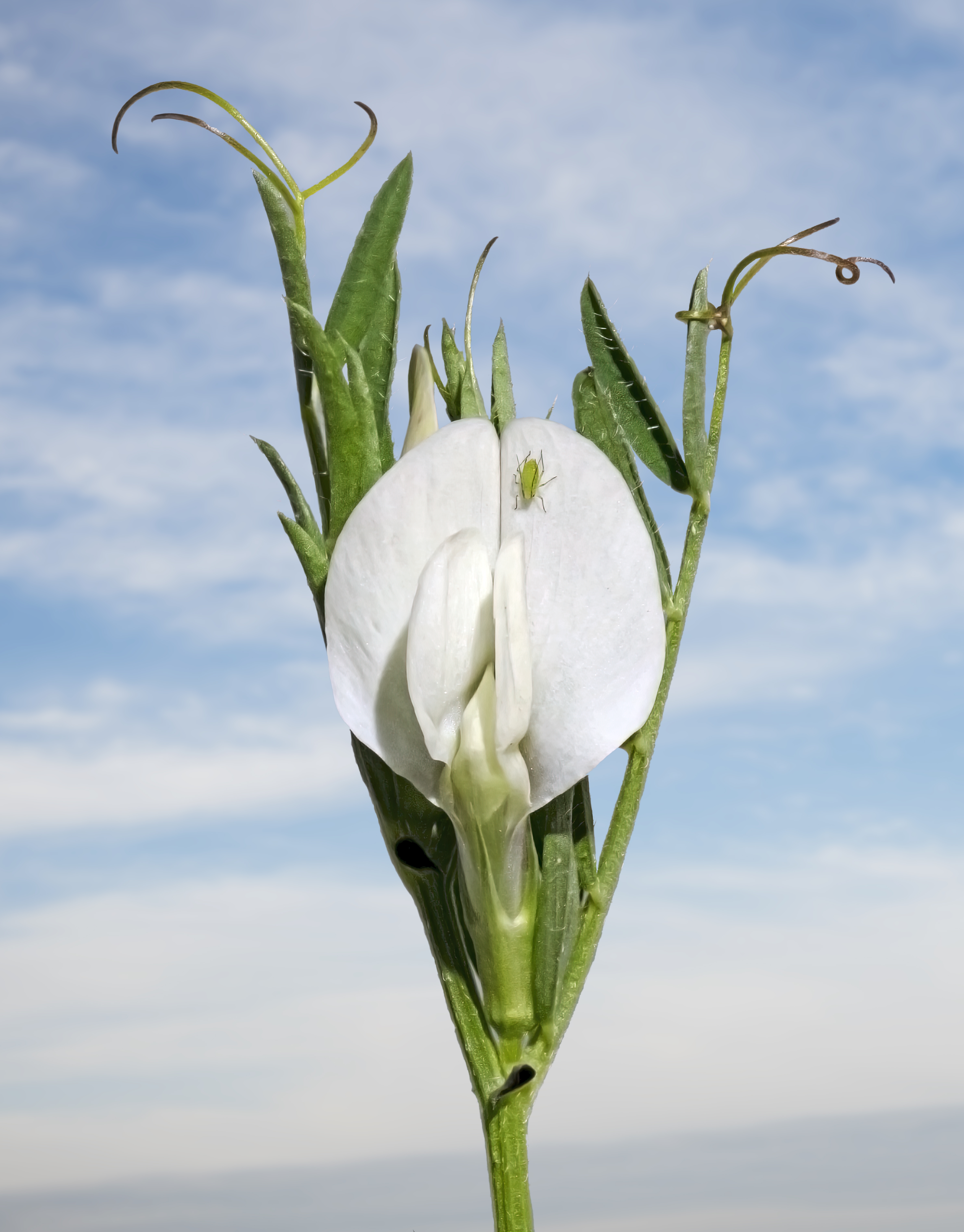
Fleur blanche plus rare.
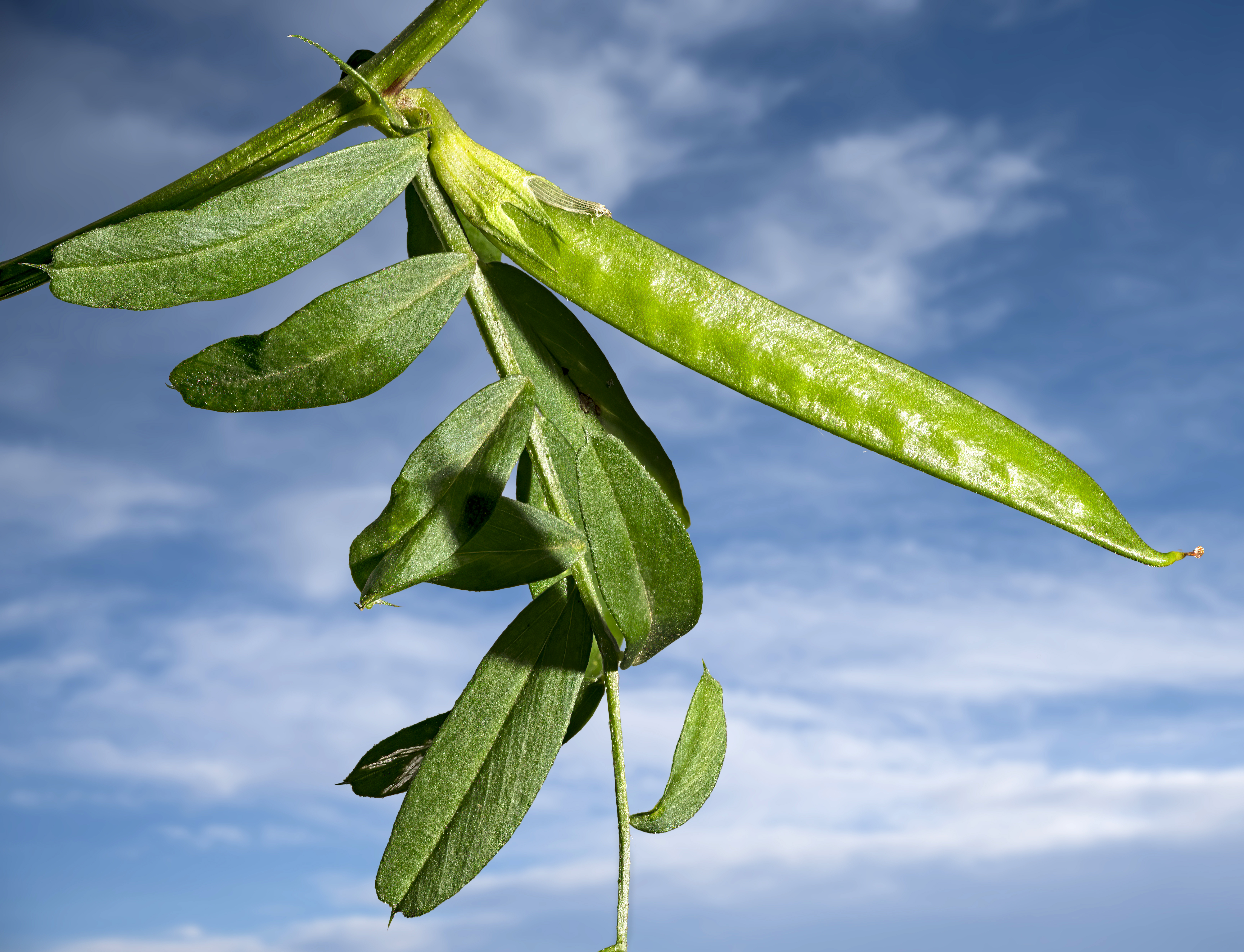
La gousse.

## Aire de répartition
C’est une espèce messicole. Elle se rencontre aussi dans les champs, les parcours, parmi les buissons et au bord des chemins sur des terrains à altitude variable (0 à 850 m). Les pluviométries inférieures à 250 mm limitent sa zone écologique vers les régions arides du Centre et du Sud.

## Utilisation

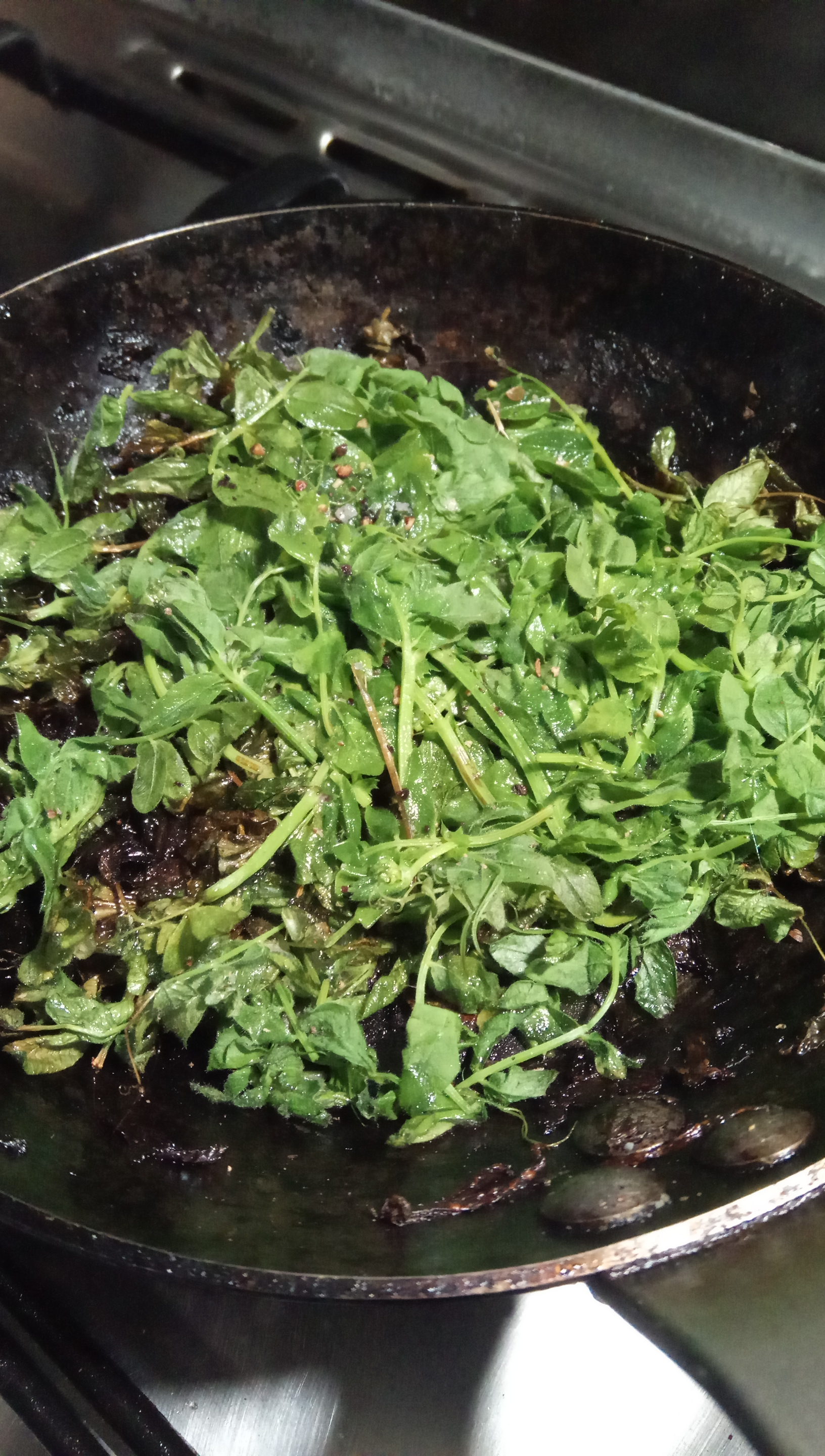
Poëlée de vesce (Vicia sativa).

Au néolithique, la vesce a été utilisée dans l'alimentation humaine et probablement cultivée dans le Sud de la France. Les jeunes pousses et les jeunes feuilles peuvent être mangées comme légumes. Les jeunes feuilles et les pousses ont plus le goût de cosse que de petit pois. Les fleurs également comestibles sont utilisables en décor. Ses graines, bien que nourrissantes (d'où la culture ancienne de cette plante) n’ont pas un gout agréable, mais sont parfois utilisée en farine.
L'on peut lui accorder des propriétés similaires à celle de Vicia faba : une valeur nutritive élevée, avec 23% de protides et 55% de glucides et des effets antispasmodiques, diurétiques et sédatifs.
Aujourd'hui cette légumineuse est principalement utilisée comme engrais vert et comme plante fourragère car elle présente différents atouts :
- elle a la capacité à fixer l'azote,
- elle peut être cultivée en association avec une céréale (seigle, avoine, triticale) qui lui sert de tuteur.
- elle est mellifère[4].

- elle peut être utilisée comme couvert végétal car elle produit une importante biomasse (20 à 35 t/ha) qui étouffe les adventices et est ensuite restituée au sol,
- elle est riche en protéines et en minéraux : ses graines contiennent 2,30 à 4,60 % de cendres. Ces cendres sont constituées de 27 à 46 % de potasse, 24 à 41 % de chaux, 7 à 13 % d'acide phosphorique, 6 à 11 % de magnésie, de la soude, de l'acide sulfurique, de l'acide silicique et du sesquioxyde de fer[5].

## Taxinomie
L'espèce Vicia sativa a été décrite par Linné et publiée dans son Species plantarum, vol. 2, p. 736 en 1753,.

### Étymologie
- Le nom générique, Vicia, en grec βικία, dérivé du terme βικίον (petite amphore), latinisé en vĭcĭa, -ae, vesce ou pois (qui désignait principalement Vicia sativa L.)[8].
- L'épithète spécifique, sativa, est un adjectif  latin, sǎtīva, ōrum, qui signifie « cultivée »[9],[10].

### Synonymes
Selon Catalogue of Life (9 juin 2017) :
- Vicia bacla Moench
- Vicia communis Rouy
- Vicia cornigera Chaub.
- Vicia cornigera St.-Amans
- Vicia cosentini Guss.
- Vicia cuneata Gren. & Godr.
- Vicia erythosperma Rchb.
- Vicia glabra Schleich.
- Vicia intermedia Viv.
- Vicia leucosperma Moench
- Vicia maculata Rouy
- Vicia melanosperma Rchb.
- Vicia morisiana Boreau
- Vicia nemoralis Boreau
- Vicia nemoralis Ten.
- Vicia notota Gilib.
- Vicia pallida Baker
- Vicia pimpinelloides Mauri
- Vicia sativa subsp. terana (Losa) Benedi & Molero
- Vicia terana Losa
- Vicia vulgaris Uspensky

### Liste des sous-espèces et variétés
Vicia s. angustifolia et V. s. amphicarpa sont les sous-espèces les plus fréquentes.
Plus de 20 variétés sont inscrites au catalogue français et plus de 120 au catalogue européen. Elles sont classées en variétés d'hiver ou de printemps.
Selon The Plant List (9 juin 2017) :
- sous-espèce Vicia sativa subsp. amphicarpa (Dorthes) Asch.
- sous-espèce Vicia sativa subsp. consobrina (Pomel) Quézel & Santa ex Greuter & Burdet
- sous-espèce Vicia sativa subsp. cordata (Hoppe) Asch. & Graebn.
- sous-espèce Vicia sativa subsp. incisa (M.Bieb.) Arcang.
- sous-espèce Vicia sativa subsp. macrocarpa (Moris) Arcang.
- sous-espèce Vicia sativa subsp. nigra (L.) Ehrh.
- variété Vicia sativa var. abyssinica (Alef.) Baker
- variété Vicia sativa var. platysperma Barulina

## Sensibilité parasitaires
La vesce est sensible à la limace grise.